# 御厨神社

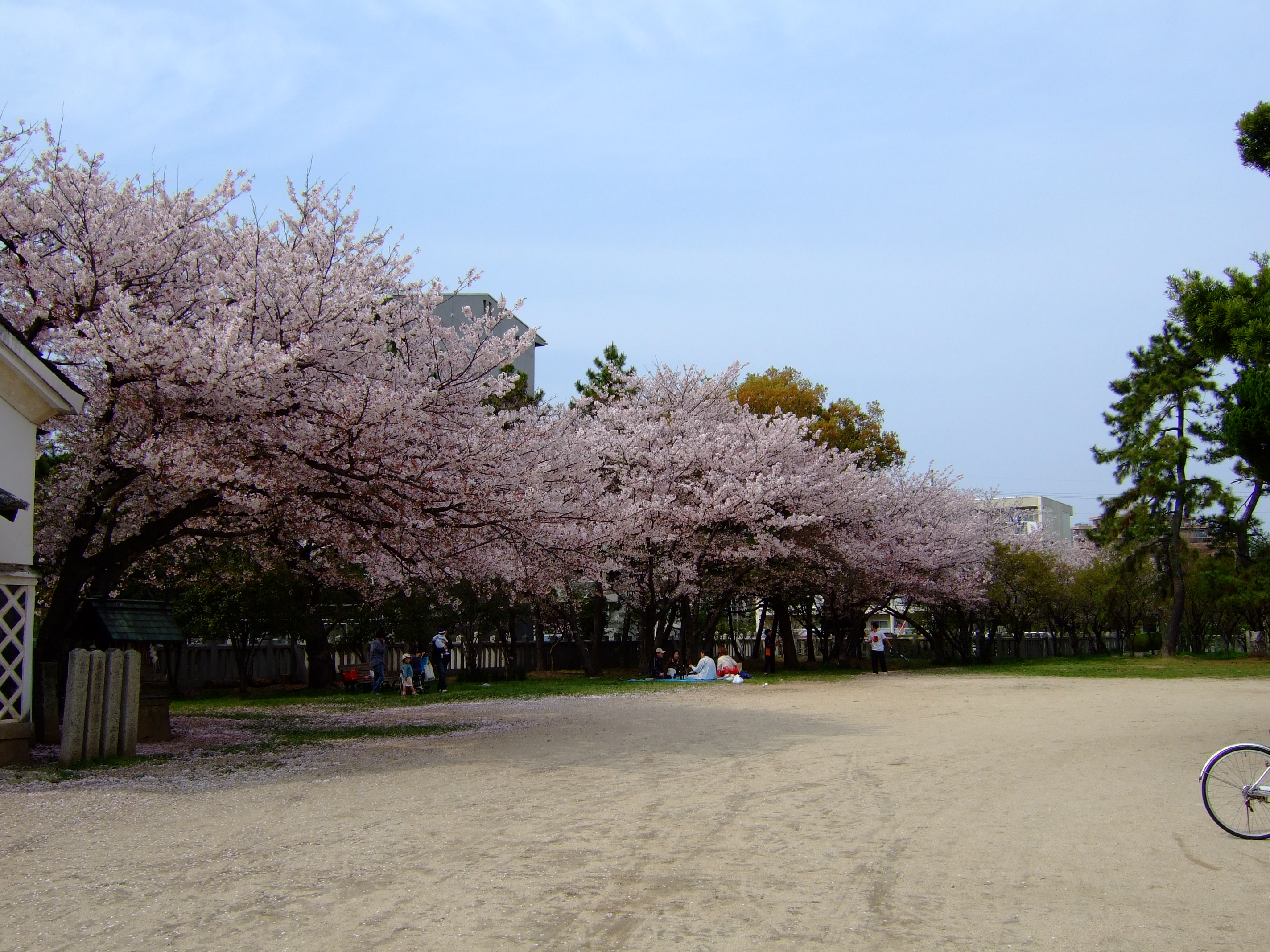
桜の名所としても有名

御厨神社（みくりやじんじゃ）は、兵庫県明石市東二見にある神社。菅原道真が休息した仮寝の松や菅公腰掛松があったとされ石碑が残る。

## 祭神
- 誉田別尊
- 菅原道真
- 素蓋鳴命（牛頭天王）

## 兼務神社
- 大歳神社
- 君貢神社
- 上中西条八幡神社
- 草谷天神社
- 加古八幡神社
- 鳴岡稲荷神社
- 野寺天神社
- 野谷愛宕神社
- 川北住吉神社
- 蛭子神社
- 北辰神社
- 金刀比羅神社
- 愛宕神社
- 京極稲荷神社

## 祭事
- 祇園祭り（7月10・11日）
- 秋祭（10月20日）

## 周辺施設
- 山陽電気鉄道本線東二見駅
- 山陽電気鉄道本線西二見駅
- 山陽電気鉄道東二見車両基地
- 山陽本線土山駅
- 明石西インターチェンジ
- 明石海浜公園
- 三菱重工業神戸造船所二見工場